# 鸦跖花
鸦跖花（学名：Oxygraphis glacialis）为毛茛科鸦跖花属下的一个种。